# Stichométrie

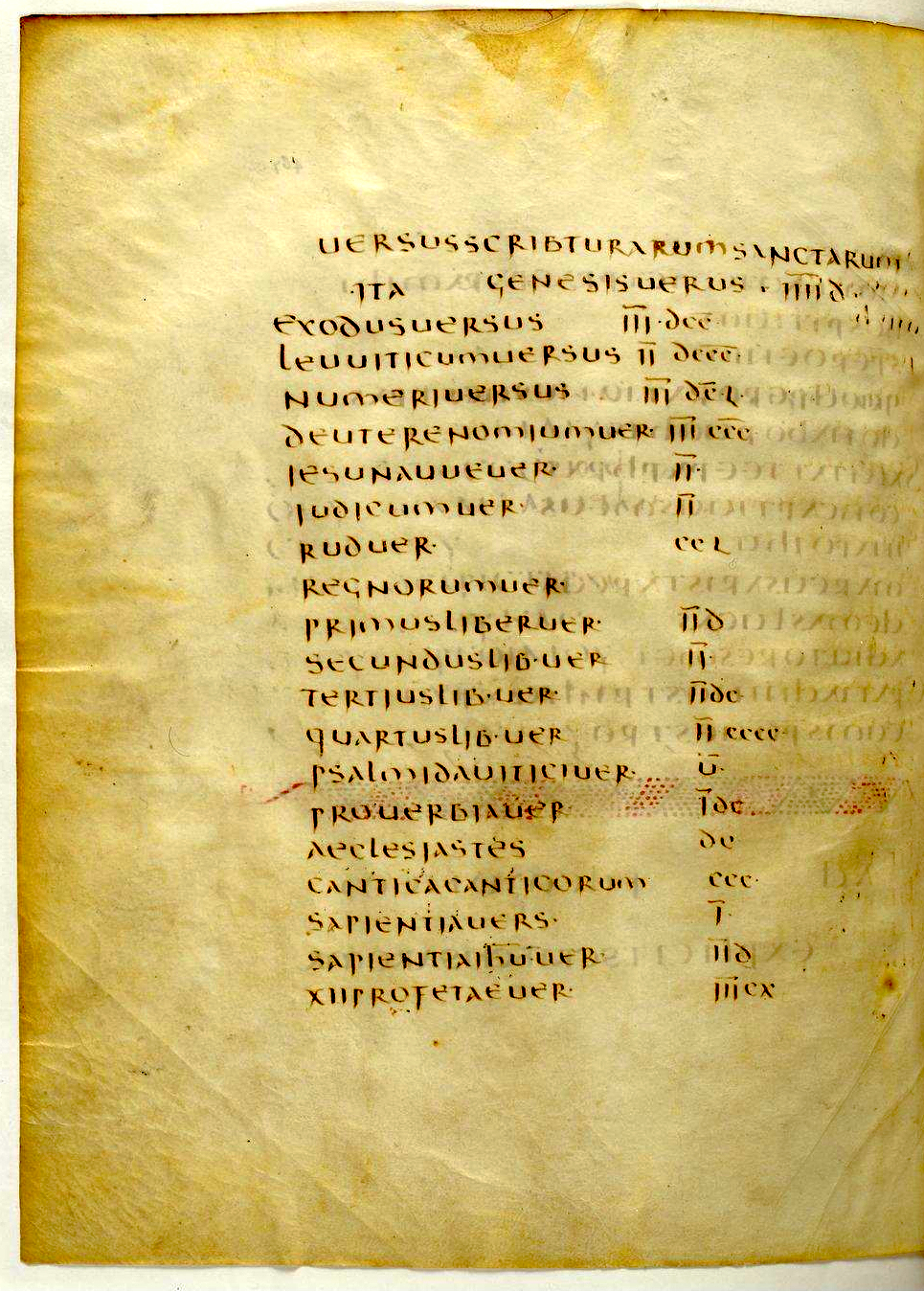
Texte stichométrique

La stichométrie était, dans l'antiquité, l'art de diviser les écrits en segments de dimension à peu près identique.

## Principe
Pour les Grecs, il s'agit de la segmentation d'un texte en lignes ou vers (stichoi), correspondant à une longueur de seize syllabes, soit la longueur d'un vers chez Homère (environ 36 lettres). Ce système était employé aussi pour les œuvres en prose, car celles-ci étaient lues à haute voix. Il était aussi utile pour l'édition des manuscrits :
- pour évaluer la longueur d'un texte et le paiement dû au copiste.
- pour repérer du texte en vue de son édition ou de sa critique.

 Jérôme  appliquera au texte de la Vulgate une autre forme de découpage, qu'il appelle per cola et commata. Celle-ci consiste à découper la  période en parties formant des unités de sens et à placer chacune de celles-ci sur une nouvelle ligne. Lorsque l'unité de sens est trop longue pour tenir sur une ligne (environ 30 signes), le reste est reporté à la ligne suivante avec un léger retrait par rapport à la marge. Comme Jérôme l'explique dans son prologue au livre d'Ézéchiel, cette façon de faire visait à rendre le sens plus facile à saisir pour le lecteur (per cola scriptus et commata manifestiorem legentibus sensum tribuit) et compensait l'absence de ponctuation dans les manuscrits de l'époque. Cette méthode restera en usage dans les  scriptoria jusque vers le IXe siècle. 

## Applications contemporaines
On utilise les indications chiffrées portées sur les manuscrits pour déterminer l'origine et la date du texte, mais aussi l'éventualité de manques, de gloses, etc.